# Segunda División de Chile 1958
El Campeonato Nacional de Fútbol de la Segunda División de 1958 fue el séptimo torneo disputado de la segunda categoría del fútbol profesional chileno. Contó con la participación de diez equipos, de entre los cuales Unión San Felipe (proveniente del Campeonato Regional de Fútbol de la Zona Central) hacía su debut en el profesionalismo.
El torneo se jugó en tres rondas con un sistema de todos contra todos y el campeón del torneo fue San Luis, que ascendió a la Primera División al año siguiente.
En la parte baja de la tabla de posiciones se ubicó Universidad Técnica, que mantuvo su cupo en Segunda, ya que se decidió aumentar el cupo a 12 equipos para 1959.

## Movimientos divisionales
| Pos | a Primera División de Chile 1958 |
| --- | -------------------------------- |
| 1º  | Deportes La Serena               |

| Pos | a Segunda División de Chile 1958 |
| --- | -------------------------------- |
| 1º  | Unión San Felipe                 |

| Pos | Descendido desde Primera División de Chile 1957 |
| --- | ----------------------------------------------- |
| 1º  | San Luis de Quillota                            |

| Pos | Asociación de Origen |
| --- | -------------------- |
| 1º  | Lister Rossel        |

## Equipos participantes
| Equipo               | Ciudad            |
| -------------------- | ----------------- |
| Alianza              | Curicó            |
| Iberia               | Santiago de Chile |
| San Bernardo Central | San Bernardo      |
| San Fernando         | San Fernando      |
| San Luis de Quillota | Quillota          |
| Santiago Morning     | Recoleta          |
| Trasandino           | Los Andes         |
| Unión La Calera      | La Calera         |
| Unión San Felipe     | San Felipe        |
| U.T.E                | Santiago de Chile |

## Tabla final
| Pos | Equipo               | PJ | PG | PE | PP | GF | GC | Dif | Pts |
| --- | -------------------- | -- | -- | -- | -- | -- | -- | --- | --- |
| 1   | San Luis             | 27 | 20 | 4  | 3  | 72 | 22 | 50  | 44  |
| 2   | Santiago Morning     | 27 | 16 | 6  | 5  | 52 | 28 | 24  | 38  |
| 3   | San Fernando         | 27 | 14 | 6  | 7  | 45 | 33 | 12  | 34  |
| 4   | Unión La Calera      | 27 | 13 | 4  | 10 | 47 | 43 | 4   | 30  |
| 5   | Unión San Felipe     | 27 | 12 | 5  | 10 | 42 | 47 | -5  | 29  |
| 6   | Trasandino           | 27 | 12 | 4  | 11 | 44 | 40 | 4   | 28  |
| 7   | San Bernardo Central | 27 | 8  | 4  | 15 | 35 | 55 | -20 | 20  |
| 8   | Alianza              | 27 | 6  | 7  | 14 | 48 | 53 | -5  | 19  |
| 9   | Iberia               | 27 | 3  | 9  | 15 | 27 | 54 | -27 | 15  |
| 10  | Universidad Técnica  | 27 | 4  | 5  | 18 | 34 | 71 | -37 | 13  |

PJ=Partidos jugados; PG=Partidos ganados; PE=Partidos empatados; PP=Partidos perdidos; GF=Goles a favor; GC=Goles en contra; Dif=Diferencia de gol; Pts=Puntos
|  | Campeón. Asciende a Primera División |
|  | Descenso suspendido                  |